# Candy
Candy (произнася се Кенди, в превод „Бонбон“) е сборен албум от 2005 г. на американската певица Манди Мур. Тя се състои от песни, които не са излизали като радио сингли. Тази компилация, също като The Best of Mandy Moore, не е рекламирана и не влиза в класацията Billboard 200. Candy е последното задължение на Epic Records към Мур, след което тя подписва със Sire Records.

## Списък на песните
- Candy (от албума So Real)
- Lock Me in Your Heart (от So Real)
- Love You for Always (от So Real)
- Everything My Heart Desires (от албума I Wanna Be with You)
- I Wanna Be with You (от I Wanna Be with You)
- Saturate Me (от албума Mandy Moore)
- Turn the Clock Around (от Mandy Moore)
- Yo-Yo (от Mandy Moore)
- Someday We'll Know (заедно с Джон Формън от Switchfoot) (от саундтрака към филма „Незабравимата“)
- Mona Lisas and Mad Hatters (от албума Coverage)